# Atelopus ardila
Atelopus ardila es una especie de anfibios del orden de los anuros de la familia bufónidos. Es endémica de Colombia y el Ecuador. Posiblemente extinguida.

## Distribución
Esta especie es conocida solamente en la región y sus alrededores, pues es endémica de los subpáramos y páramos del Macizo Central colombiano en el Departamento de Nariño entre los 2800 y los 3280 metros de altitud, entre el Volcán Galeras hacia el este, hasta la Laguna de la Cocha. Su presencia de estima en una extensión de 51 km². La distribución en el Ecuador es en la Cordillera Occidental en la Provincia de Carchi.

## Hábitat
Su hábitat comprende los páramos o subpáramos de vegetación montano tropical por encima de la línea de árboles. Los individuos parecen haber sido encontrados en los canales de riego de césped, debajo de las piedras negras, Los adultos también se han encontrado en rocas dentro de los arroyos rocosos. 

## Reproducción
Se reproduce durante todo el año. Los huevos son depositados en aguas no contaminadas de los arroyos de la montaña. Los renacuajos nunca se han visto cerca de las viviendas en las zonas urbanas, lo que sugiere que esta especie puede no tener tolerancia a la alteración del hábitat.

## Amenazas
Teniendo en cuenta la dramática disminución de la población en el pasado, y que se dan patrones similares con congéneres en los Andes, el cambio climático y patógenos, son los principales factores de amenaza. Probablemente, el cambio que sufre el suelo podría ser una amenaza, puesto que las imágenes satelitales recientes sugieren que su hábitat ha sido modificado.